# Porta Ovile
Die Porta Ovile ist ein Stadttor in Siena und Teil der Stadtmauern von Siena.

## Lage

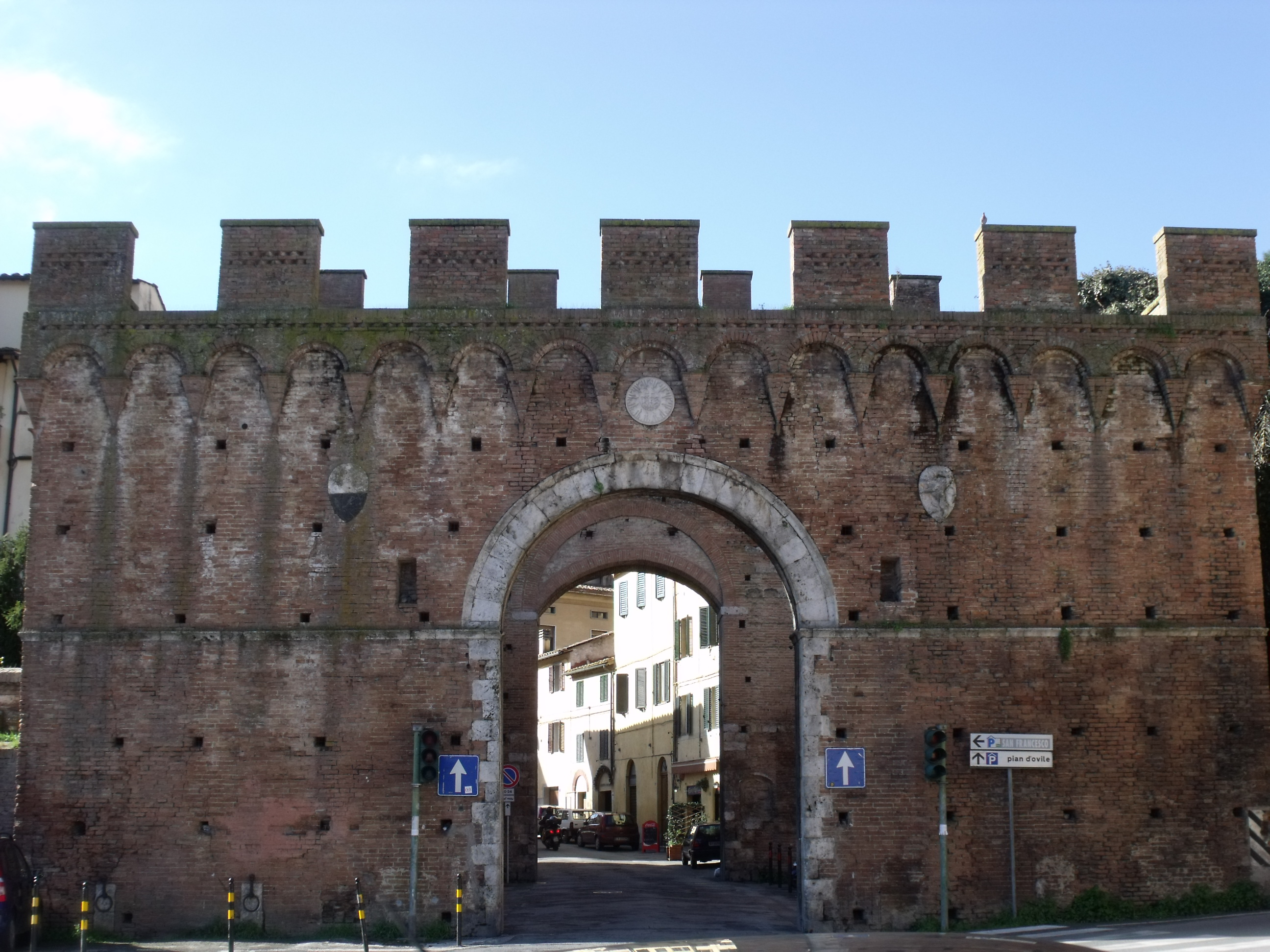
Außenfassade der Porta Ovile in Siena

Das Stadttor Porta Ovile liegt im nordöstlichen Teil von Siena am Ende der Via Vallerozzi. Die weiterführende Straße nach dem Stadttor heißt Via Simone Martini, von ihr geht nach Norden die Via Domenico Beccafumi ab. Die nach Süden und zur Porta Pispini führende Straße ist die Via Baldassare Peruzzi. Das Teilstück entlang der Via Peruzzi bis zur Porta Pispini ist mit einer Länge von 1350 Meter das längste ohne weitere Stadttore. Das Stadttor liegt im Stadtdrittel Terzo di Camollia in der Contrada Bruco (Raupe) und grenzt unmittelbar an das der Wölfin (Lupa). Es liegt im Stadtmauerring zwischen dem nicht mehr vorhandenen Tor Porta San Lorenzo (auch Barriera di San Lorenzo, heute Le Lupe genannt) und der Porta Pispini.

## Aufbau
Das Stadttor ist ein Kammertor mit einer nach außen liegenden Vorkammer, die erst später angebaut wurde. Das Haupttor besitzt eine Vorrichtung für ein Fallgatter (Saracinesca). Neben der militärischen Funktion diente das Tor auch dem Zoll (Dazio). Das Zollhaus mit Wiegestation ist heute nur noch in Ansätzen zu erkennen. Der gemauerte und brückenähnliche Weg zur Vorkammer überragte damals das Straßenniveau, erst im 19. Jahrhundert wurde die Gegend vor der Vorkammer aufgeschüttet. Von der originalen Konstruktion außerhalb des Tores blieben nur noch die Treppen übrig, die zum Brunnen Fonte d’Ovile führen. Das Holzkreuz auf der Innenseite des Haupttores wurde 1930 entfernt und befindet sich heute im Contradenmuseum der Contrada Bruco. Das heute zu sehende Holzkreuz wurde von den Handwerkern der Contrada erstellt und im März 2001 an vorheriger Stelle angebracht. Des Weiteren befindet sich auf der linken Innenseite des Haupttores das Fresko Madonna, il Bambino fra Sant’Ansano, San Bernardino e angeli von Sano di Pietro, eines der ältesten Fresken auf Sienas Stadtmauern.

## Geschichte
Der Name Ovile (auch Uvile) wurde erstmals 1093 dokumentiert. Als Borgo d’Ovile wurden die Gebiete rechts- und linksseitig der heutigen Straße Via dei Rossi (damals Via del Borgo d’Ovile) bezeichnet. Die Straße teilt heute die Contraden Bruco (linksseitig bzw. nördlicher Teil) und Giraffa (rechtsseitig von Stadtzentrum gesehen). Die nordöstlich gelegene Tiefebene erhielt den Namen Pian d’Ovile (auch Piano d’Ovile). Der Borgo d’Ovile wurde im Rahmen der ersten Erweiterung der mittelalterlichen Stadtmauern in die Befestigungsanlage einbezogen, die Pian d’Ovile folgte mit der zweiten Erweiterung. Hier entstand im Zuge dieser Stadtmauererweiterung die Porta Ovile zwischen den ebenfalls neuen Stadttoren Porta San Lorenzo (nördlich) und Porta dei Frati Minori (südlich). Die Stadt Siena erwarb dazu ab 1220 Grundstücke. Hauptgrund für die Position des Tores war der Zugang zum 1228 erbauten und 1262 vergrößerten Brunnen Fonte d’Ovile, der auch heute noch nur wenige Meter außerhalb der Stadtmauern und des Stadttores liegt, und der Zugang zu dem Borgo Ravacciano (liegt auch heute noch außerhalb der Stadtmauern). Im 15. Jahrhundert kam noch die Funktion als Weg über die heutige Via Simone Martini zur Basilica dell’Osservanza hinzu. Nach den militärischen Konflikten mit Florenz wurde beschlossen, den Brunnen innerhalb der Stadtmauern neu zu bauen. Eine Kommission, der auch Duccio di Buoninsegna und Giovanni Pisano angehörten, entwickelte erstmals 1295 Pläne dazu. Der neue Brunnen entstand am Ende des 13. Jahrhunderts im gotischen Stil durch Sozzo di Rustichino und Camaino di Crescentino, dem Vater von Tino di Camaino, als Porta Nuova dal piano della fonte Ovile in der heutigen Contrada Lupa in unmittelbarer Nähe zum Stadttor und war 1303 bereits fertiggestellt.
Der Bau des Tores begann um 1230. In den Haushaltsbüchern der Stadt Siena, Biccherna genannt, erscheint das Stadttor 1247 und 1250 unter dem Namen Porta di Vallerozzi, 1251 dann unter seinem heutigen Namen. 1258 wurde das Tor aufgrund der Konflikte, die zur Schlacht von Montaperti (September 1260) führten, mit Holzverschlägen geschlossen. 1416 wurden die Stadtmauern im Zuge der fünften Stadtmauererweiterung ausgebaut und schlossen nun die Basilica di San Francesco ein. Das neue Stadtmauerteilstück erstreckt sich seitdem von der Porta Ovile bis zur Porta Pispini. Die Vormauer oder Vorkammer stammt wahrscheinlich aus dem Jahr 1471. Im Konflikt mit Florenz, der durch die Belagerung 1554–1555 zur Niederlage und Einnahme von Siena führte, blieb das Stadttor trotz der Bombardierungen der fiorentinischen Truppen von Ravacciano aus weitgehend unbeschädigt, wurde aber Anfang November 1554 zugemauert. Größere Veränderungen außerhalb des Tores entstanden 1861, als die an den Stadtmauern anliegenden Straßen zur Porta Pispini (Via Baldassare Peruzzi) und zur Barriera di San Lorenzo (Via Domenico Beccafumi) entstanden. Der brückenähnliche Zugangsweg zum Stadttor verschwand 1930, als das Tor restauriert wurde.

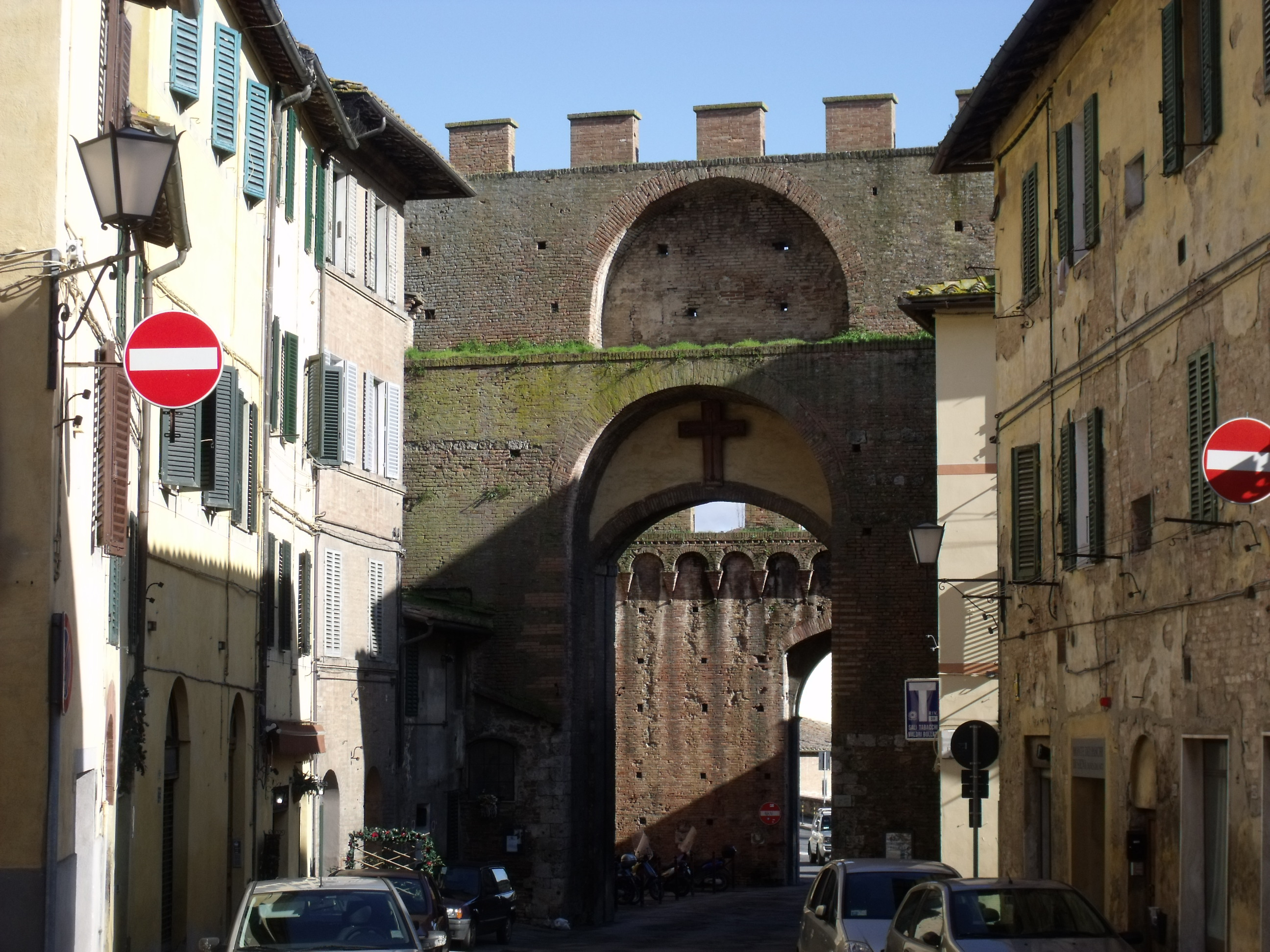
Innenansicht der Porta Ovile in Siena. Links unten das Fresko des Sano di Pietro, in der Mitte das neue Holzkreuz

## Verkehr
Die Porta Ovile gehört zu den wenigen Stadttoren Sienas, die außerhalb der verkehrsberuhigten Zone (ZTL - Zone a traffico limitato) liegt und durch die die Durchfahrt erlaubt ist. Zudem befindet sich kurz außerhalb des Stadttores ein Verkehrsknotenpunkt für den örtlichen öffentlichen Nahverkehr.